# Trafikaktiebolaget Grängesberg–Oxelösunds Järnvägar
Trafikaktiebolaget Grängesberg–Oxelösunds järnvägar (TGOJ) var en svensk järnvägstrafikförvaltning där tre järnvägsbolag i Grängesbergskoncernen drev ett mycket nära samarbete.

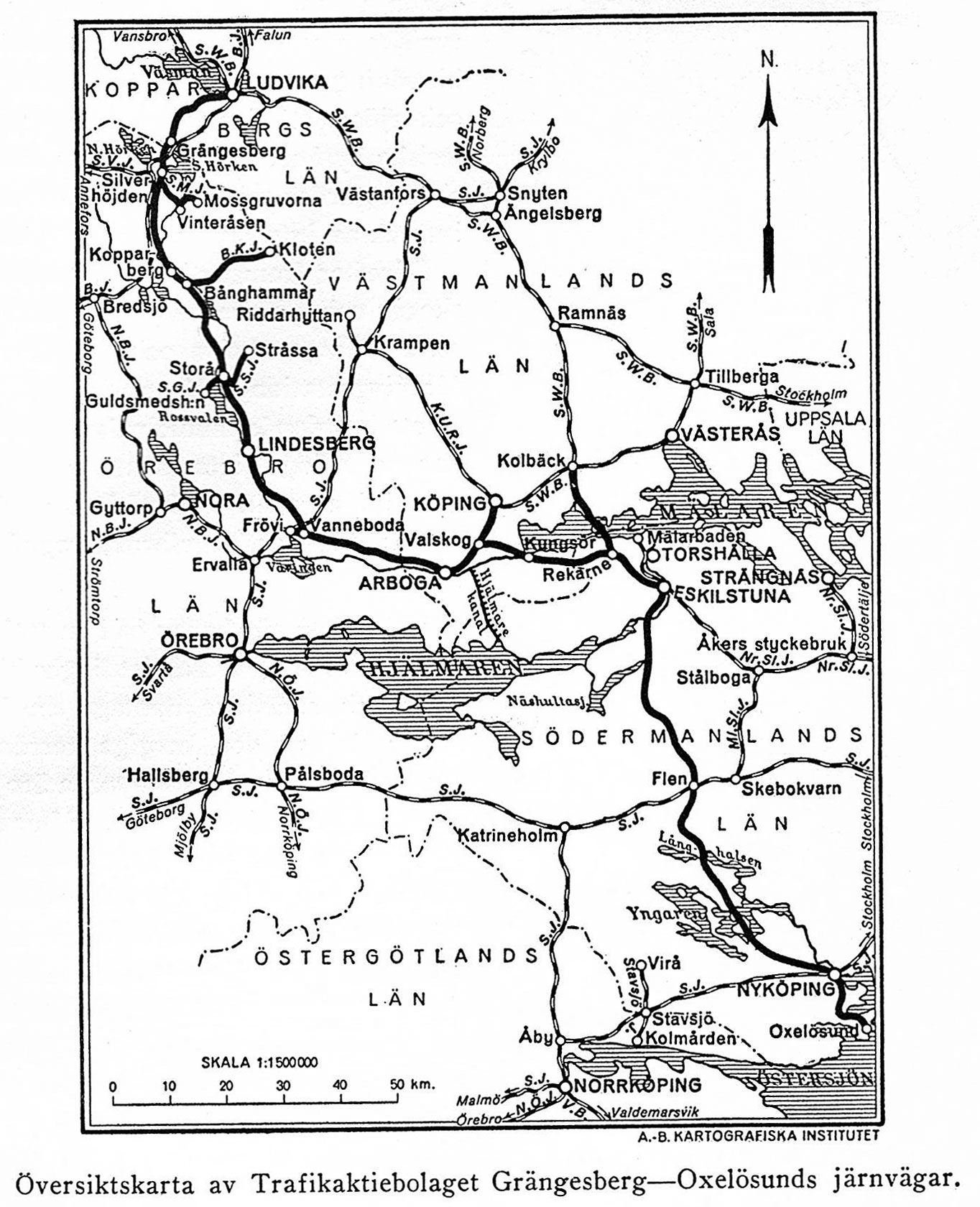
TGOJ. Översiktskarta 1926.

## Historia
TGOJ förväxlas ofta med TGO, Trafikaktiebolaget Grängesberg-Oxelösund, som var det ursprungliga moderbolaget till TGOJ. TGOJ har aldrig varit något annat än ett järnvägsföretag, medan TGO:s huvudområden var malmbrytning, ståltillverkning, sjöfart, etc. TGO kallades ofta Grängesbergsbolaget.
TGOJ tillkom genom att TGO åren 1897-1900 tog över de tre bandelarna Frövi–Ludvika Järnväg (FLJ), delen Frövi - Köping av Örebro - Köpings Järnväg (ÖKJ, f d Köping–Hults Järnväg) och Oxelösund–Flen–Västmanlands Järnväg (OFWJ). På det sättet blev TGOJ en järnväg som gick från Ludvika via Grängesberg, Frövi, Arboga, Eskilstuna, Flen och Nyköping till Oxelösund, med bibanor till Köping och Kolbäck. Banans huvudsyfte var att frakta järnmalm från Bergslagen till hamnen och järnverket i Oxelösund. TGO köpte med tiden många av metallindustrierna längs järnvägen och bytte sedermera namn till Gränges.
FLJ arrenderades av TGO fram till 1925, då banan började direktägas av TGO. Däremot fortsatte ÖKJ och OFWJ att drivas som separata bolag i samarbete med varandra och FLJ. Från 1931 samordnades förvaltningen av tre banorna så att de utåt framstått som en enhet, TGOJ, men formellt ägdes t ex lok och vagnar av bolagen bakom de tre banorna.
Till skillnad från nästan alla svenska enskilda järnvägar ingick TGOJ inte i det allmänna förstatligandet av järnvägar 1939-52. TGOJ träffade i stället 1951 ett långtgående koordinationsavtal med Statens Järnvägar. Redan 1947 blev bandelen Köping - Frövi elektrifierad på statens önskan, för att SJ skulle kunna köra genomgående tåg Stockholm - Västerås - Örebro - Hallsberg utan lokbyte.
Bolaget investerade kraftigt i järnvägen under 1950-talet då banan elektrifierades mellan Ludvika och Oxelösund. I Oxelösund skedde satsningen tillsammans med en i stort sett total ombyggnad av staden,[källa behövs] vilket ledde till en ny bangård för järnverket och ny bananslutning till hamnen.

## Omstrukturering
Omstruktureringen av den svenska stålindustrin i slutet av 1970-talet innebar att det av Grängesbergsbolaget ägda Oxelösunds järnverk slogs ihop med bland annat Norrbottens Järnverk och bildade SSAB. TGOJ kom även det till en början (1978) att ingå i SSAB. 1982 tog Statens Järnvägar över 50% av TGOJ och 1989 tog de över resten av TGOJ. TGOJ:s infrastruktur (själva järnvägen) överfördes till Banverket 1 juli 1988. TGOJ:s persontrafik i egen regi pågick till 1995 då den övertogs av Statens Järnvägar.
Efter detta kom TGOJ att i praktiken fungera som ett renodlat tjänsteföretag, till vilket även SJ:s verkstäder överfördes vid SJ:s bolagisering.

### 2000-talet
Företaget TGOJ delades i början av 2000-talet i två delar, en verkstadsdel som såldes till EuroMaint AB och en trafikdel, TGOJ Trafik, som bedrev godstrafik över hela Sverige. TGOJ Trafik AB:s huvudkontor var i Eskilstuna, försäljning och marknad i Borlänge, samt lokala kontor för trafikverksamheten i Göteborg, Norrköping, Hofors, Skellefteå, Piteå, Boden, Karlsborg och Gällivare. TGOJ Trafiks största kunder var Boliden AB och ICS. TGOJ Trafik ägdes av Green Cargo. Trots delningen år 2000 hade TGOJ Trafik AB egen verkstadsverksamhet i Eskilstuna och Boden och var därmed en konkurrent till Euromaint.
Vid årsskiftet 2010–2011 införlivades TGOJ Trafik AB i Green Cargo och gick därmed i graven.

## Kartor 1926

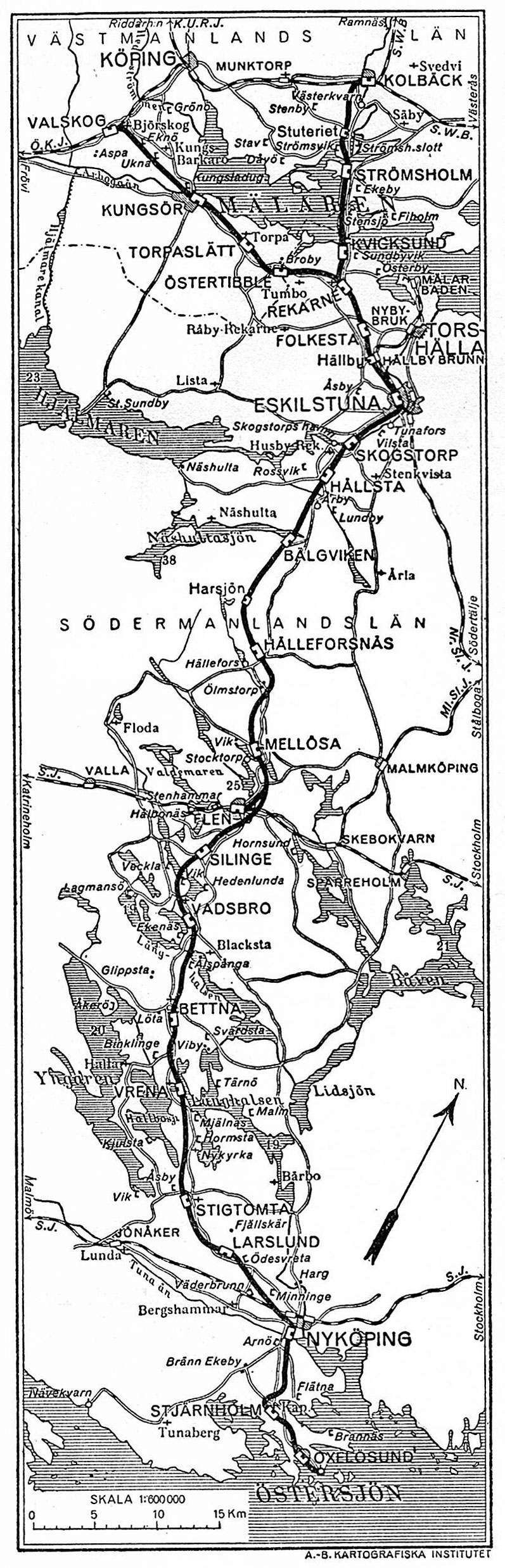
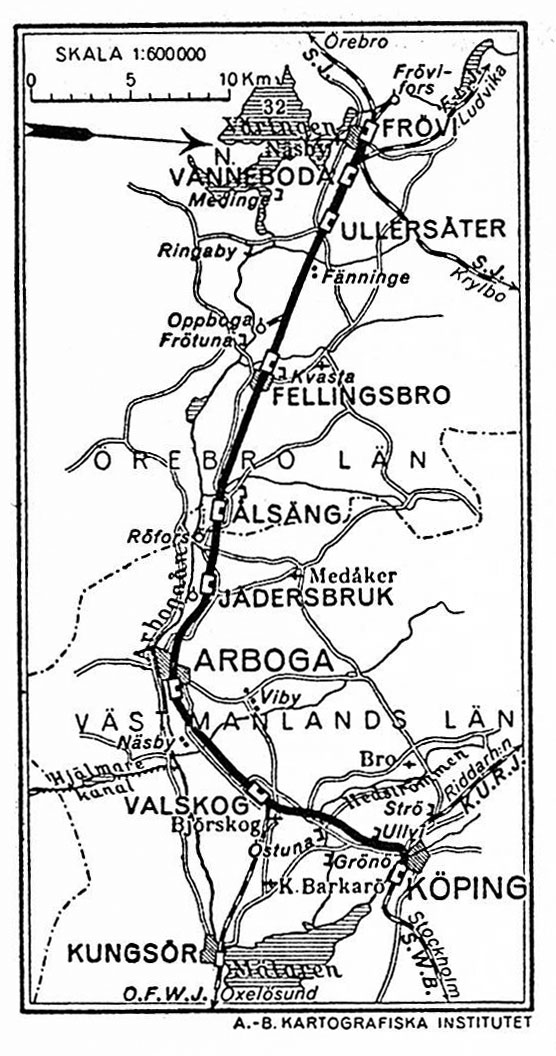
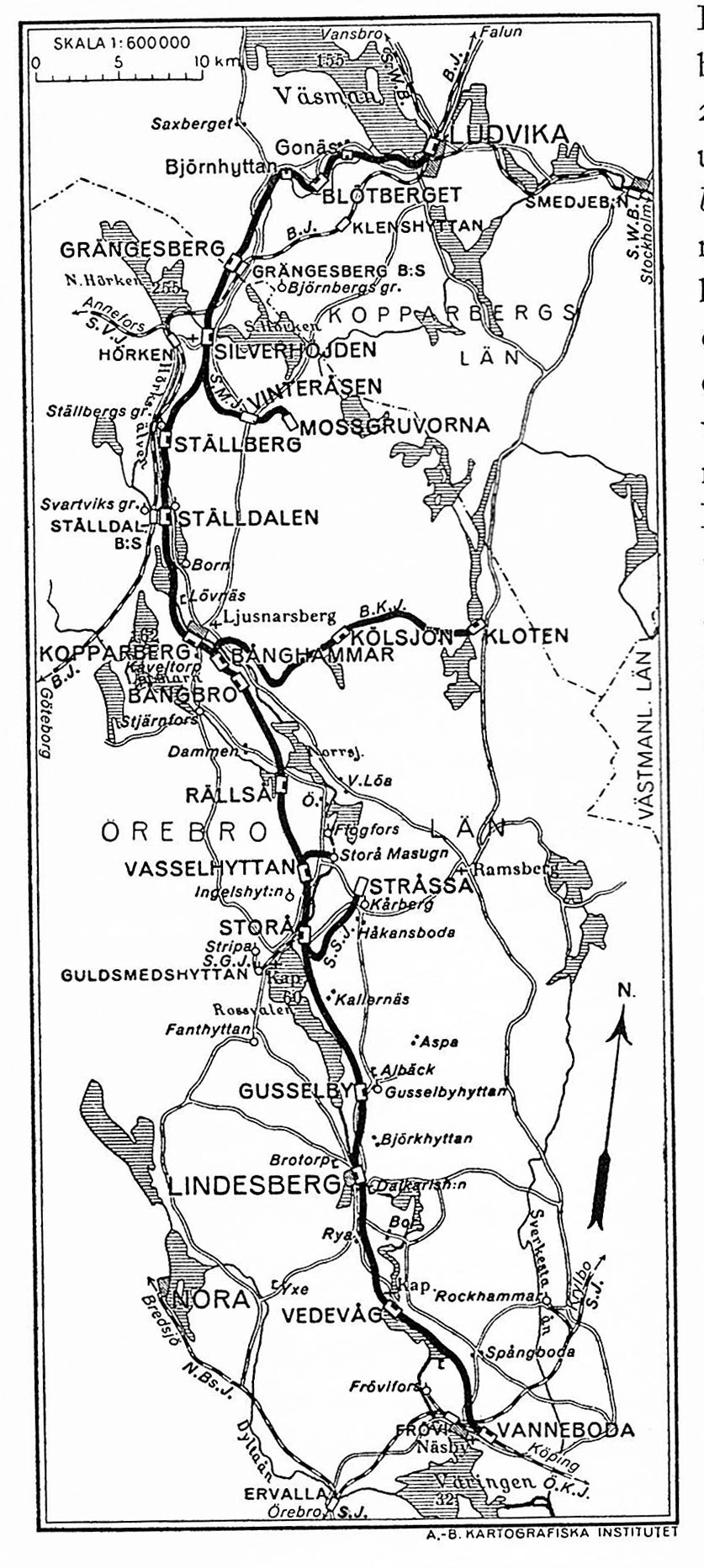